# Генрік Мейстер
Ге́нрік Ве́ндель Ме́йстер (дан. Henrik Wendel Meister; нар. 17 листопада 2003, Копенгаген) — данський футболіст, нападник італійського клубу «Піза».

## Клубна кар'єра
Займвся футболом в командах БК «Шольд» та «Болдклуббен 1903», а 2021 року приєднався до «ФА 2000» з Другого дивізіону. 18 серпня 2021 року в матчі проти клубу «Академіск БК» дебютував за «ФА 2000». 31 серпня в поєдинку Кубка Данії проти «Свебелле» забив свій перший гол за клуб. 12 вересня в зустрічі проти «Сківе» вперше відзначився у Другому дивізіоні.

### «Фремад Амагер»
2 лютого 2022 року приєднався до клубу «Фремад Амагер», що виступає в данському Першому дивізіоні. 19 лютого 2022 року в матчі проти «Яммербургта» дебютував у Першому дивізіоні. 18 травня в поєдинку проти «Есб'єрга» забив свій перший гол за «Фремад Амагер», принісши перемогу команді (3–2). 27 травня 2022 року продовжив контракт з клубом до літа 2025 року.

### «Сарпсборг 08»
14 липня 2023 року підписав трирічний контракт з норвезьким клубом «Сарпсборг 08». 6 серпня в матчі Елітесеріен проти «Саннефіорда» дебютував за «Сарпсборг 08», замінивши Серж-Жуніора Нгуалі. У поєдинку проти «Одда» 19 серпня того ж року забив свій перший гол за «Сарпсборг 08». У серпні 2023 року зазнав травми, через яку не грав до кінця сезону. 12 липня 2024 року в поєдинку проти «Русенборга» оформив «покер». За підсумками липня 2024 року (7 м'ячів у 4 іграх) був визнаний гравцем місяця та молодим гравцем місяця в Елітесеріен.

### «Ренн»
15 серпня 2024 року перейшов у французький клуб «Ренн», підписавши чотирирічний контракт. Сума переходу становила близько 7 млн євро, що стало найбільшим трансфером в історії «Сарпсборга 08». 18 серпня дебютував за «Ренн» в матчі Ліги 1 проти «Ліона», вийшовши на заміну Альберту Гренбеку. В цій зустрічі також відзначився своїм першим забитим голом за клуб.

#### Оренда в «Пізу»
13 січня 2025 року відправився в оренду в італійський клуб Серії B «Пізу» до кінця року. 19 січня 2025 року дебютував за нову команду в матчі Серії B проти «Катандзаро», замінивши Александера Лінда. 9 березня 2025 в поєдинку Серії B проти «Спеції» забив свій перший гол за «Пізу». За підсумками сезону його команда посіла 2-е місце в чемпіонаті, здобувши підвищення в Серію A вперше за 34 роки.

### «Піза»
10 серпня 2025 року став повноцінним гравцем «Пізи», підписавши трирічний контракт . Сума трансферу становила 5 млн євро.

## Статистика виступів
Станом на 9 травня 2025
| Клуб              | Сезон             | Чемпіонат         | Чемпіонат | Чемпіонат | Кубок | Кубок | Єврокубки | Єврокубки | Інші  | Інші | Всього | Всього |
| Клуб              | Сезон             | Дивізіон          | Матчі     | Голи      | Матчі | Голи  | Матчі     | Голи      | Матчі | Голи | Матчі  | Голи   |
| ----------------- | ----------------- | ----------------- | --------- | --------- | ----- | ----- | --------- | --------- | ----- | ---- | ------ | ------ |
| ФА 2000           | 2021–22           | Другий дивізіон   | 14        | 1         | 2     | 1     | –         | –         | –     | –    | 16     | 2      |
| Фремад Амагер     | 2021–22           | Перший дивізіон   | 15        | 2         | 0     | 0     | –         | –         | –     | –    | 15     | 2      |
| Фремад Амагер     | 2022–23           | Перший дивізіон   | 16        | 5         | 2     | 0     | –         | –         | –     | –    | 18     | 5      |
| Фремад Амагер     | Всього            | Всього            | 31        | 7         | 2     | 0     | 0         | 0         | 0     | 0    | 33     | 7      |
| Сарпсборг 08      | 2023              | Елітесеріен       | 3         | 1         | 0     | 0     | –         | –         | –     | –    | 3      | 1      |
| Сарпсборг 08      | 2024              | Елітесеріен       | 18        | 8         | 4     | 1     | –         | –         | –     | –    | 22     | 9      |
| Сарпсборг 08      | Всього            | Всього            | 21        | 9         | 4     | 1     | 0         | 0         | 0     | 0    | 25     | 10     |
| Ренн              | 2024–25           | Ліга 1            | 4         | 1         | 0     | 0     | —         | —         | 0     | 0    | 4      | 1      |
| → Піза            | 2024–25           | Серія B           | 15        | 2         | 0     | 0     | —         | —         | 0     | 0    | 15     | 2      |
| Піза              | 2025–26           | Серія A           | 0         | 0         | 0     | 0     | —         | —         | 0     | 0    | 0      | 0      |
| Всього за кар'єру | Всього за кар'єру | Всього за кар'єру | 85        | 20        | 8     | 2     | 0         | 0         | 0     | 0    | 93     | 22     |

## Досягнення
Особисті
- Гравець місяця Елітесеріен: липень 2024[35]
- Молодий гравець місяця Елітесеріен: липень 2024[35]